# 經世之學
經世之學，指中國儒學中講求治國利民之道的學問，興起於明末清初和晚清。經世之學即治國之道，治民之術，廣義而言，一切以治國治民、經世致用為宗旨的學問，都是經世之學。具體來說，包括政務、財政、教育、科舉、禮制、刑法、工程、屯田、水利、鹽政、軍事、天文、地理、農田等實務，既講求施政功效，又謹守儒家以民為本、為民立政的信念。
經世之學也著重史學，提出「史學經世」之說，要把歷史經驗用於現實。另一方面，經世之學反對理學家的虛談，反對空談心性，也反對瑣碎無用的考據。

## 歷史

### 萌芽期（16世紀）
從16世紀開始，士人反省理學末流的空乏，廣泛以「經世」一詞指治國之術。馮應京的《皇明經世實用編》28卷開創先河，收錄大批案例、檔案、政論。當時地方志也收集檔案、文章以助治民。

### 發展期（17世紀）
東林黨開闢經世的風氣，議論時政，批評官員，自此經世思想傳遍士林。陳仁錫受東林改革精神影響，編訂《八編經世類纂》225卷及《皇明世法錄》92卷，反映當時政治弊病。1638年，陳子龍也編成《皇明經世文編》504卷，搜羅明代大臣奏疏3000多篇，反映有明一朝的治亂事跡與制度演變，補救弊病。經世成為士大夫的共識，顧炎武、李顒、黃宗羲、王夫之等大儒都注重經世致用。李顒編《時務急策》一書，列舉自南宋以來的經世著作，包括屯田、水利、鹽政、武備等多種實務。而顧炎武撰有《日知錄》、《天下郡國利病書》、《肇域志》等經世著作。黃宗羲則寫成《明夷待訪錄》評論政治制度。顏李學派更強調實用，特別著重「禮、樂、兵、農」四大項目。經世致用思想一度成為當時儒學思想的主流，但因滿清的文字獄而式微。

### 中衰期（18世紀）
18世紀隨著雍正禁教導致的西學輸入中斷與與文字獄讓士人的精力轉向考據學，經世之學一度旁落。但考據學中諸大儒仍不忘經世致用的理想，戴震和錢大昕都強調儒學可以經世。而汪中研究禮經，也希望可以有益於日用民生。此時經世之學可說深藏在儒學的底層。

### 集大成時期（19世紀）
19世紀後，中國社會政治危機日益嚴重，儒家憂患意識加深，經世之學重新興起，顧炎武又成為儒者推崇的對象，並擴大為救國救時的學問。此所謂「經世學派」中，馮桂芬是為中堅人物。他們強調通經致用，要以經學改造人間，而不是形而上哲理的探討。乾、嘉時期的士大夫熱衷刊印詩集，道光時官員則大多出版時政著作。自1825年，魏源和賀長齡編《皇朝經世文編》，成為晚清經世之學的劃時代文獻。全書分為學術、「治體」（朝廷）和清朝六部事務三大部份。咸豐年間，張鵬飛刊行《皇朝經世文補編》，補充魏源原書。其後饒玉成（1882）、葛士濬（1888）及盛康（1892）都分別編有《皇朝經世文續編》，三書皆120卷，沿用魏源之書的體制。葛士濬一書在六部事務後特加「洋務」20卷，經世之學超出傳統限制，擴展到西學。
馮桂芬提出“采西學、制洋器、籌國用、改科擧”的新建議，在1861年（咸豐11年）主張「以中國之倫常名教為原本，輔以諸國富強之術」，即“中体西用”，也開啟了中國近代化的序幕。
甲午戰爭後，更多經世著作問世，如陳忠倚（1898）《皇朝經世文三編》、邵之棠（1901）《皇朝經世文統編》、何良棟（1902）《皇朝經世文四編》、求是齋（1902）《皇朝經世文三編》及麥仲華（1902）《皇朝經世文三編》。孫中山早期的政治思想，也受當時經世之學影響。

### 引用
1. ↑  劉廣京：〈《皇朝經世文編》關於經世之學的理論〉，頁141、162。
2. ↑  劉廣京：〈《皇朝經世文編》關於經世之學的理論〉，頁164。
3. ↑  余英時：「經世致用」條，頁425。
4. ↑  余英時：「經世致用」條，頁424、劉廣京：〈《皇朝經世文編》關於經世之學的理論〉，頁141。
5. ↑  余英時：「經世致用」條，頁420。
6. ↑  Dennerline：《嘉定忠臣》，頁151。
7. ↑  Dennerline：《嘉定忠臣》，頁154-155、余英時：「經世致用」條，頁422。
8. ↑  余英時：「經世致用」條，頁422-424。
9. ↑  余英時：「經世致用」條，頁427。
10. ↑  余英時：「經世致用」條，頁429-430。
11. ↑  劉廣京：〈《皇朝經世文編》關於經世之學的理論〉，頁167。
12. ↑  林滿紅：《銀綫》，頁12。
13. ↑  余英時：「經世致用」條，頁431。
14. ↑  劉廣京：〈《皇朝經世文編》關於經世之學的理論〉，頁78。
15. ↑  劉廣京：〈《皇朝經世文編》關於經世之學的理論〉，頁78-79。
16. ↑  劉廣京：〈《皇朝經世文編》關於經世之學的理論〉，頁79。
17. ↑  余英時：〈孫逸仙的學說與中國傳統文化〉，頁251-252。

## 延伸閱讀
- 李焯然：〈从清谈到经世：晚明思想变迁的再检讨 （页面存档备份，存于）〉。
- 黃克武：〈理學與經世──清初「切問齋文鈔」學術立埸之分析 （页面存档备份，存于）〉。
- 黃克武：〈明清經世思想與歷史觀 （页面存档备份，存于）〉。
- 黃克武：〈經世文編與中國近代經世思想研究 （页面存档备份，存于）〉。
- 林滿紅：〈古文與經世: 十九世紀初葉中國兩派經世思想的分殊基礎[]〉。
- 林滿紅：〈由自由取向到權威取向——一八五○年前後中國的思潮轉折與政治經濟變遷 （页面存档备份，存于）〉。
- 李國祁：〈道咸同時期我國的經世致用思想 （页面存档备份，存于）〉。